# ترومبوز سیاهرگی
ترومبوز سیاهرگی به معنای وجود ترومبوز (لخته خونی) در داخل سیاهرگ است. اگر ترومبوز همراه با تغییرات و پاسخ التهابی در دیواره سیاهرگ های سطحی و زیرجلدی باشد، ترومبوفلبیت نامیده می‌شود. ترومبوز سیاهرگی بیشتر در سیاهرگ‌های اندام تحتانی اتفاق می‌افتد.
ترومبوز رگ‌های خونی (سیاهرگ یا سرخرگ) باعث اختلال در جریان خون بدن می‌گردد، که شدت آن به اندازه ترومبوز، محل درگیری و نوع رگ بستگی دارد. به حرکت ترومبوز (لخته خونی) آمبولی می‌گویند و درصورت آمبولی ریه، احتمال مرگ بیمار وجود دارد.

## علل زمینه‌ساز ترومبوز سیاهرگی
در سال ۱۸۴۶، سه عامل زمینه‌ای ترومبوز سیاهرگی توسط Virchow مطرح گردید که شامل موارد زیر است:
- آسیب عروقی (آسیب دیواره عروق)
- رکود یا استاز وریدی
- افزایش انعقادپذیری

### عوامل افزایش خطر
عوامل افزایش خطر در ایجاد ترومبوز سیاهرگی عبارتنداز:
- جراحی‌ها. جراحی ارتوپدی به خصوص در ناحیه لگن و زانو، جراحی شکمی و سینه‌ای.
- به دنبال شکستگی‌ها (مثلاً شکستگی لگن، ران و درشت نی)
- سابقه ابتلا به ترومبوز سیاهرگی
- عامل افزایش سن (فرایند پیری) و چاقی
- در ابتلا به برخی از سرطان‌ها (مانند تومور پستان، معده، لوزالمعده (پانکراس)، ریه و مجاری ادراری).
- فلج اندام‌ها به دنبال سکته مغزی و آسیب طناب نخاعی
- استراحت طولانی و بی حرکتی در بیماران قلبی (مثلاً در موارد نارسایی احتقانی قلب و انفارکتوس میوکارد حاد).
- ونولیت (Venulitis)
- کمبود آنتی ترومبین ΙΙΙ، پروتئین C و S
- استفاده از کاتترها
- شیوه زندگی کم‌تحرک
- حاملگی
- مصرف قرص ضدبارداری‌های خوراکی

## انواع ترومبوز سیاهرگی اندام‌ها
ترومبوز سیاهرگی اندام‌ها ممکن است در سیاهرگ‌های سطحی یا عمقی رخ دهد که بر این اساس دو نوع ترومبوز سیاهرگی وجود دارد:
- ترومبوز سیاهرگی سطحی[۳]
- ترومبوز سیاهرگی عمقی[۴]

### ترومبوز سیاهرگی سطحی
ترومبوز سیاهرگی سطحی در اندام تحتانی ممکن است در سیاهرگ صافنوس بزرگ، صافنوس کوچک یا شاخه‌های آنها روی دهد. این حالت نسبت به ترومبوز سیاهرگی عمقی، خطر کمتری داشته و بهتر قابل درمان است. درصورت وجود ترومبوز در ورید صافنوس بزرگ در ناحیه رانی و به خصوص در نواحی نزدیک به پیوستن این ورید به سیاهرگ فمورال، باید بیشتر مورد توجه و درمان سریعتر قرار گیرد تا از نفوذ ترومبوز به داخل دستگاه سیاهرگی عمقی و احتمال آمبولی ریوی جلوگیری گردد.

#### تظاهرات بالینی در ترومبوز سیاهرگی سطحی
تظاهرات بالینی ترومبوز سیاهرگی سطحی معمولاً به آسانی قابل تشخیص است:
- درد محدود در ناحیه ترومبوز
- تغییرات دما (گرمی) و قرمزی در مسیر سیاهرگ
- احتمال قرمزی و ادم در نواحی اطراف
- وجود حساسیت در ناحیه به هنگام معاینه

### ترومبوز سیاهرگی عمقی (DVT)
ترومبوز سیاهرگی عمقی در اندام تحتانی ممکن است در سیاهرگ‌های پوپلیتئال، رانی (فمورال)، ایلیاک خارجی ایجاد گردد. مهمترین پیامدهای ترومبوز سیاهرگی عمقی، آمبولی ریوی و سندرم نارسایی مزمن سیاهرگی است. هراندازه ترومبوز (لخته خونی) در ناحیه بالاتری از دستگاه سیاهرگی اندام تحتانی به وجود آید، خطر بیشتری را برای فرد به دنبال خواهد داشت. ترومبوز وریدی عمقی (DVT) به علت احتمال آمبولی ریوی، یک اورژانس پزشکی محسوب می‌شود که باید هرچه سریعتر درمان گردد.

#### تظاهرات بالینی در ترومبوز سیاهرگی عمقی
تشخیص ترومبوز وریدی عمقی براساس تظاهرات بالینی، همیشه آسان نیست. در مراحل اولیه ترومبوز سیاهرگی عمقی (DVT)، تنها ۲۵ الی ۵۰ درصد بیماران با توجه به تظاهرات بالینی شناحته می‌شوند. تظاهرات بالینی در موارد ترومبوز سیاهرگی عمقی ممکن است درارتباط با موارد زیر باشد:
- گرمی و قرمزی
- درد مبهم یا شدید
- تورم ساق پا
- حساسیت در مسیر سیاهرگ (ورید)
- احتمال سیانوز مختصر
- درصورت ادم شدید در ناحیه ساق پا، احتمال رنگ پریدگی اندام وجود دارد

#### تشخیص
روش‌های تشخیص ترومبوز وریدی عمقی شامل:
- تست هومن[۹] که ارزش آن چندان قابل اطمینان نیست. این تست در حالتی که زانوی بیمار صاف است، با خم کردن غیرفعال مچ پا به طرف بالا (عمل دورسی فلکشن) و لمس آرام ناحیه پشت ساق پا صورت می‌گیرد. پاسخ بیمار ممکن است به صورت درد و حساسیت در ناحیه باشد. در این تست، گاهی درد و حساسیت مربوط به ترومبوز نیست و در بعضی موارد با وجود ترومبوز وریدی عمقی، درد ایجاد نمی‌شود، بنابراین نمی‌توان به آن اعتماد کرد.
- اولتراسونوگرافی سیاهرگی دوگانه
- روش‌های حجم سنجی
- اسکن فیبرینوژن (125I)
- ونوگرافی

## درمان
در موارد ترومبوز سیاهرگی (وریدی) سطحی، درمان شامل بالا قراردادن اندام مبتلا جهت کاهش ادم و استفاده از داروهای ضد التهابی غیراستروئیدی برای کاهش درد است. البته باید توجه داشت که تجویز داروهای ضد التهابی غیراستروئیدی ممکن است شواهد بالینی مربوط به گسترش ترومبوز سیاهرگی را مخفی نمایند. در ترومبوفلبیت‌های سطحی گسترده معمولاً درمان ضد انعقادی (مثلاً استفاده از هپارین) طبق نظر متخصص مربوطه انجام می‌گیرد.
درمان در موارد ترومبوز وریدی عمقی شامل موارد زیر است:
- استراحت مطلق که مدت زمان آن به نظر پزشک متخصص بستگی دارد.
- استفاده از جوراب‌های الاستیک یا فشاری
- بالاتر قراردادن عضو مبتلا
- استفاده از داروهای ضد انعقادی همانند هپارین یا وارفارین و پیگیری مدت زمان درمان دارویی طبق نظر متخصص مربوطه
- درمان جراحی که ممکن است به دلایل ذیل صورت گیرد:
  - بیمارانی که بیماری آنها عود کرده یا وسعت یافته‌است.
  - بیمارانی که مصرف داروهای ضد انعقادی به دلیل خطر ایجاد خونریزی شدید ممنوع باشد.
  - موارد خاص دیگر